# Сента (община)

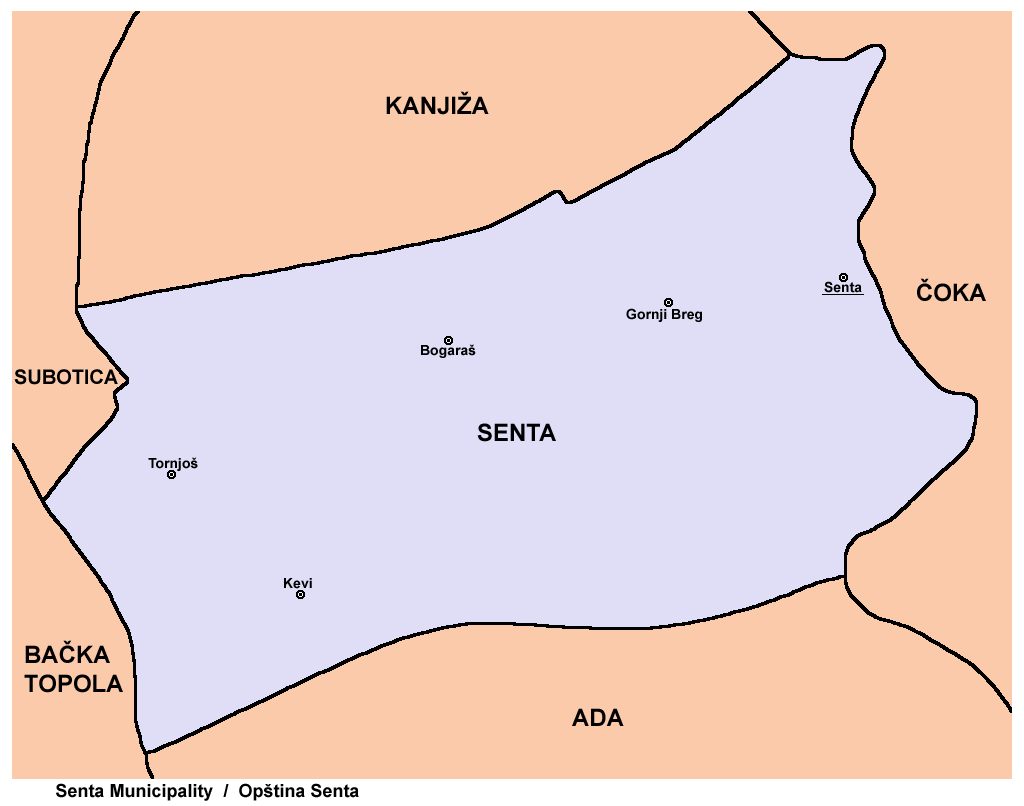

Общи́на Се́нта (серб. Општина Сента) — община в Сербії, в складі Південно-Банатського округу автономного краю Воєводина. Адміністративний центр — містечко Сента.

## Населення
Згідно з даними перепису 2002 року в общині проживало 18 994 особи, з них:
- угорці — 80,5%
- серби — 10,7%
- цигани — 2,3%
- югослави — 1,5%

## Населені пункти
Община утворена з 5 населених пунктів (1 містечка та 4 сіл):
| № | Населений пункт | Площа, км² | Населення, осіб (2002, перепис) |
| - | --------------- | ---------- | ------------------------------- |
| 1 | Богараш         | 166,81     | 724                             |
| 2 | Горний Брег     | 166,81     | 1 889                           |
| 3 | Кеві            | 119,52     | 887                             |
| 4 | Сента3          | 166,81     | 20 302                          |
| 5 | Торньош         | 119,52     | 1 766                           |

1 — подано разом;
2 — подано разом;
3 — містечко